# Waltham Abbey FC
Waltham Abbey FC (celým názvem: Waltham Abbey Football Club) je anglický fotbalový klub, který sídlí ve městě Waltham Abbey v nemetropolitním hrabství Essex. Založen byl v roce 1944. Od sezóny 2018/19 hraje v Isthmian League South Central Division (8. nejvyšší soutěž). Klubové barvy jsou zelená a bílá.
Své domácí zápasy odehrává na stadionu Capershotts s kapacitou 3 500 diváků.

## Získané trofeje
- London Senior Cup ( 1× )
  - 1998/99

## Úspěchy v domácích pohárech
Zdroj: 
- FA Cup
  - 3. předkolo: 2014/15
- FA Trophy
  - 2. předkolo: 2015/16
- FA Vase
  - 2. kolo: 1997/98

## Umístění v jednotlivých sezonách
Stručný přehled
Zdroj: 
- 1979–1987: London Spartan League (Premier Division)
- 1987–1997: Spartan League (Premier Division)
- 1997–1998: Spartan South Midlands League (Premier Division South)
- 1998–2001: Spartan South Midlands League (Premier Division)
- 2001–2002: London Intermediate League (Division One)
- 2002–2006: Essex Senior League
- 2006–2009: Isthmian League (Division One North)
- 2009–2010: Isthmian League (Premier Division)
- 2010–2018: Isthmian League (Division One North)
- 2018– : Isthmian League (South Central Division)

Jednotlivé ročníky
Zdroj: 
Legenda: Z - zápasy, V - výhry, R - remízy, P - porážky, VG - vstřelené góly, OG - obdržené góly, +/- - rozdíl skóre, B - body, červené podbarvení - sestup, zelené podbarvení - postup, fialové podbarvení - reorganizace, změna skupiny či soutěže
| Sezóny  | Liga                                     | Úroveň | Z  | V  | R  | P  | VG | OG | +/- | B  | Pozice |
| ------- | ---------------------------------------- | ------ | -- | -- | -- | -- | -- | -- | --- | -- | ------ |
| 2009/10 | Isthmian League (Premier Division)       | 7      | 42 | 12 | 8  | 22 | 49 | 74 | -25 | 44 | 21.    |
| 2010/11 | Isthmian League (Division One North)     | 8      | 40 | 16 | 10 | 14 | 75 | 63 | +12 | 58 | 11.    |
| 2011/12 | Isthmian League (Division One North)     | 8      | 42 | 15 | 10 | 17 | 80 | 76 | +4  | 55 | 14.    |
| 2012/13 | Isthmian League (Division One North)     | 8      | 42 | 15 | 8  | 19 | 60 | 70 | -10 | 53 | 12.    |
| 2013/14 | Isthmian League (Division One North)     | 8      | 46 | 14 | 8  | 24 | 71 | 90 | -19 | 50 | 18.    |
| 2014/15 | Isthmian League (Division One North)     | 8      | 46 | 14 | 10 | 22 | 76 | 90 | -14 | 52 | 17.    |
| 2015/16 | Isthmian League (Division One North)     | 8      | 46 | 11 | 8  | 27 | 54 | 80 | -26 | 41 | 21.    |
| 2016/17 | Isthmian League (Division One North)     | 8      | 46 | 14 | 9  | 23 | 57 | 73 | -16 | 51 | 20.    |
| 2017/18 | Isthmian League (Division One North)     | 8      | 46 | 13 | 10 | 23 | 73 | 87 | -14 | 49 | 19.    |
| 2018/19 | Isthmian League (South Central Division) | 8      | 38 |    |    |    |    |    |     |    |        |